# Mark Kratzmann
Mark Edward Kratzmann (Murgon, 17 de maio de 1966) é um ex-tenista profissional australiano.
Mark Kratzmann foi finalista de Grand Slam em duplas 1989.